# T2 3-D: Battle Across Time
T2 3D: Battle Across Time est une attraction des parcs Universal présente à Universal Studios Japan. L'attraction a également été présente dans les parcs Universal Studios Hollywood et Universal Studios Florida. 
Elle consiste en une suite à Terminator 2 : Le Jugement dernier et réunit James Cameron, Arnold Schwarzenegger (Terminator T-800), Linda Hamilton (Sarah Connor), Edward Furlong (John Connor) et Robert Patrick (T-1000). 

## Déroulement
Le spectacle se déroule en deux temps : une partie introductive dans lequel une hôtesse de Cyberdyne Systems présente un film publicitaire sur leurs dernières inventions et le spectacle principal où des acteurs et cascadeurs interagissent avec un écran 3-D.